# Белотић (Владимирци)
Белотић је насеље у Србији у општини Владимирци у Мачванском округу. Према попису из 2022. било је 391 становника.

## Култура
У насељу се налази црква Српске православне цркве посвећена Светом кнезу Лазару. Цркву су 5. јуна 2012. освештали епископи Лаврентије Трифуновић и Милутин Кнежевић.

## Галерија
- Школска зграда
- Спомен плоче са именима књижевника који су посетили школу
- Спомен плоче са именима књижевника који су посетили школу
- Сеоска школа
- Сеоска црква
- Сеоска црква
- Сеоска црква
- Сеоска црква

## Демографија
У насељу Белотић живи 467 пунолетних становника, а просечна старост становништва износи 45,2 година (44,2 код мушкараца и 46,3 код жена). У насељу има 188 домаћинстава, а просечан број чланова по домаћинству је 2,94.
Ово насеље је великим делом насељено Србима (према попису из 2002. године), а у последња три пописа, примећен је пад у броју становника.
|  |

| Демографија | Демографија | Демографија |
| Година      | Становника  | Становника  |
| ----------- | ----------- | ----------- |
| 1948.       | 925         |             |
| 1953.       | 941         |             |
| 1961.       | 893         |             |
| 1971.       | 874         |             |
| 1981.       | 784         |             |
| 1991.       | 653         | 637         |
| 2002.       | 552         | 576         |

| Етнички састав према попису из 2002.‍ | Етнички састав према попису из 2002.‍ | Етнички састав према попису из 2002.‍ | Етнички састав према попису из 2002.‍ | Етнички састав према попису из 2002.‍ |
| ------------------------------------ | ------------------------------------ | ------------------------------------ | ------------------------------------ | ------------------------------------ |
|                                      |                                      |                                      |                                      |                                      |
| Срби                                 | Срби                                 |                                      | 544                                  | 98,55%                               |
| Црногорци                            | Црногорци                            |                                      | 3                                    | 0,54%                                |
| Хрвати                               | Хрвати                               |                                      | 1                                    | 0,18%                                |
| непознато                            | непознато                            |                                      | 3                                    | 0,54%                                |

| Година пописа     | 1948. | 1953. | 1961. | 1971. | 1981. | 1991. | 2002. |
| ----------------- | ----- | ----- | ----- | ----- | ----- | ----- | ----- |
| Број домаћинстава | 184   | 191   | 211   | 221   | 231   | 205   | 188   |

| Број чланова      | 1  | 2  | 3  | 4  | 5  | 6 | 7 | 8 | 9 | 10 и више | Просек |
| ----------------- | -- | -- | -- | -- | -- | - | - | - | - | --------- | ------ |
| Број домаћинстава | 37 | 57 | 31 | 27 | 23 | 8 | 3 | 2 | 0 | 0         | 2,94   |

| Пол    | Укупно | Неожењен/Неудата | Ожењен/Удата | Удовац/Удовица | Разведен/Разведена | Непознато |
| ------ | ------ | ---------------- | ------------ | -------------- | ------------------ | --------- |
| Мушки  | 245    | 75               | 147          | 19             | 4                  | 0         |
| Женски | 235    | 25               | 150          | 51             | 9                  | 0         |
| УКУПНО | 480    | 100              | 297          | 70             | 13                 | 0         |

| Пол    | Укупно                    | Пољопривреда, лов и шумарство | Рибарство                            | Вађење руде и камена | Прерађивачка индустрија       |
| ------ | ------------------------- | ----------------------------- | ------------------------------------ | -------------------- | ----------------------------- |
| Мушки  | 187                       | 146                           | 0                                    | 0                    | 13                            |
| Женски | 119                       | 98                            | 0                                    | 0                    | 7                             |
| УКУПНО | 306                       | 244                           | 0                                    | 0                    | 20                            |
| Пол    | Производња и снабдевање   | Грађевинарство                | Трговина                             | Хотели и ресторани   | Саобраћај, складиштење и везе |
| Мушки  | 1                         | 4                             | 4                                    | 2                    | 4                             |
| Женски | 0                         | 0                             | 5                                    | 0                    | 1                             |
| УКУПНО | 1                         | 4                             | 9                                    | 2                    | 5                             |
| Пол    | Финансијско посредовање   | Некретнине                    | Државна управа и одбрана             | Образовање           | Здравствени и социјални рад   |
| Мушки  | 0                         | 1                             | 4                                    | 4                    | 1                             |
| Женски | 0                         | 0                             | 0                                    | 4                    | 4                             |
| УКУПНО | 0                         | 1                             | 4                                    | 8                    | 5                             |
| Пол    | Остале услужне активности | Приватна домаћинства          | Екстериторијалне организације и тела | Непознато            | Непознато                     |
| Мушки  | 1                         | 0                             | 0                                    | 2                    | 2                             |
| Женски | 0                         | 0                             | 0                                    | 0                    | 0                             |
| УКУПНО | 1                         | 0                             | 0                                    | 2                    | 2                             |